# Bahçesaray
Bahçesaray è il capoluogo dell'omonimo distretto, nella provincia di Van in Turchia.
La città è collegata al resto della provincia attraverso il Karabet Geçidi, una delle strada asfaltate tra le più alte situate in stati europei (pur trovandosi in un'area esterna ai confini geografici dell'Europa).